# بوئناونتورا (واییه دل کائوکا)
بوئناونتورا (واییه دل کائوکا) (به اسپانیایی: Buenaventura, Valle del Cauca) یک سکونتگاه مسکونی و تقسیمات کشوری یک کشور در کلمبیا است که در شهرستان بایه دل کائوکا واقع شده‌است.

## خصوصیات
بوئناونتورا ۶٫۰۷۸ کیلومترمربع مساحت و ۳۶۲٬۶۲۵ نفر جمعیت دارد و ۰-۷ متر بالاتر از سطح دریا واقع شده‌است.